# Власина-Рид
Власина-Рид (серб. Власина Рид) — населённый пункт в общине Сурдулица Пчиньского округа Сербии.

## Население
Согласно переписи населения 2002 года, в селе проживало 276 человек (272 серба и другие).
| Численность населения | Численность населения | Численность населения | Численность населения | Численность населения | Численность населения | Численность населения | Численность населения |
| 1948                  | 1953                  | 1961                  | 1971                  | 1981                  | 1991                  | 2002                  | 2011                  |
| --------------------- | --------------------- | --------------------- | --------------------- | --------------------- | --------------------- | --------------------- | --------------------- |
| 2669                  | 2689                  | 1945                  | 1186                  | 641                   | 426                   | 276                   | 175                   |

## Религия
В селе расположен храм Святого Пророка Илии (1883 год) Масурицко-Поляницкого архиерейского наместничества Враньской епархии Сербской православной церкви.